# Henri Ernest Baillon

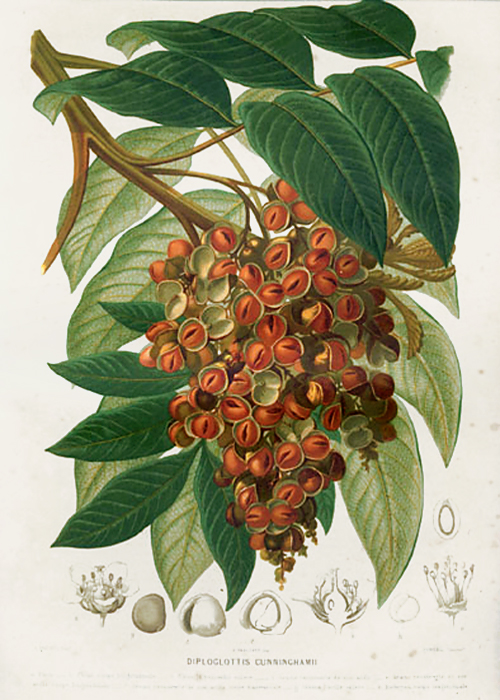
Diploglottis cunninghamii, Dictionnaire de botanique de Baillon

Henri Ernest Baillon (Calais, 30 de novembre del 1827 − París, 19 de juliol del 1895), va ser un metge i botànic francès.
Baillon va ser professor d'Història Natural i publicà molts llibres de botànica. Obtingué la Legió d'Honor el 1867 i va ser membre de la Royal Society el 1894. Elaborà el "Dictionnaire de botanique", amb dibuixos d'Auguste Faguet.